# Яструб чорнокрилий
Яструб чорнокрилий (Accipiter melanochlamys) — хижий птах роду яструбів родини яструбових ряду яструбоподібних. Ендемік острова Нова Гвінея.

## Опис
Довжина птаха 32–43 см, розмах крил 65-80 см. Самці важать 172–256 г, самки в середньому 294 г. Груди і живіт коричневі. Голова, спина і крила чорні. Хвіст широкий, чорний, кінець хвоста білий. Дзьоб чорний, восковиця жовта. Тривалість життя птаха становить 7 років.

## Поширення
Чорнокрилий яструб є ендеміком острова Нова Гвінея. Він мешкає в гірських тропічних лісах на висоті від 1500 до 3000 м над рівнем моря. Деякі дослідники виділяють підвид A. m. schistacinus, що мешкає на півострові Чендравасіх, однак більшість дослідників вважає вид монотиповим.

## Раціон
Здобиччю чорнокрилого яструба зазвичай стають невеликі або середнього розміру птахи; також він полює на невеликих ссавців, рептилій і комах.

## Розмноження
Гніздування відбувається в другій половині року. Зазвичай в кладці 3–4 яйця, їх насиджують протягом 30 днів.

## Збереження
МСОП вважає цей вид таким, що не потребує особливих заходів зі збереження. Птах мешкає в малонаселених гірських районах, його популяція стабільна.